# Nouvelle-France
Pour les articles homonymes, voir Nouvelle-France (homonymie).
1534 – 1763 (229 ans)
Entités suivantes :
- Province de Québec (1763)
- Île Saint-Jean (1763)
- Nouvelle-Écosse (1763)
- Floride occidentale
- Floride orientale
- Territoire indien
- Louisiane espagnole
- Colonie de Saint-Pierre (1713)
- Saint-Pierre-et-Miquelon (1763)

La Nouvelle-France est un ensemble de territoires coloniaux français d'Amérique septentrionale, ayant existé de 1534 à 1763, avec le statut de vice-royauté de France. Sa capitale était Québec.
Son territoire était constitué des colonies d'Acadie, du Canada et de la Louisiane. À son apogée vers 1745, elle comprenait le bassin versant du fleuve Saint-Laurent, des Grands Lacs et du Mississippi, le nord de la Prairie, et une grande partie de la péninsule du Labrador. Les descendants des habitants de cette ancienne colonie sont les Acadiens, les Brayons, les Cadiens, les Créoles louisianais, les Canadiens français (en majorité au Québec) et les Métis du Canada. Ce fut d'abord une colonie-comptoir administrée par des compagnies coloniales, puis une colonie de peuplement sous le gouvernement royal du Conseil souverain de la Nouvelle-France.
La position géographique de la Nouvelle-France gênait l'expansion vers l'ouest des Treize Colonies américaines sous obédience britannique, ainsi que la liaison entre ces dernières et la Terre de Rupert. Cela entraîna des tensions militaires qui culminèrent avec l'affaire Jumonville en 1754, événement déclencheur de la guerre de la Conquête, aspect nord-américain de la guerre de Sept Ans, qui se termina par la reddition de la Nouvelle-France en 1760, suivie du traité de Fontainebleau de 1762 puis du traité de Paris de 1763, après lequel la France céda à l'Espagne et à la Grande-Bretagne une part importante de son premier empire colonial.

## Origine de la dénomination
Giovanni da Verrazzano est le premier émissaire français à utiliser l'expression de « Nouvelle-France » (en latin : Nova Francia) pour nommer les terres qu'il avait découvertes en Amérique. En effet, en 1524 il avait accompli au nom du roi de France François Ier une mission de reconnaissance le long du littoral atlantique de l'Amérique du Nord, faisant escale sur la côte almouchiquoise. Il inscrit sur les cartes le titre de « Nova Gallia » comme première appellation.

## Histoire

### 1534-1645: exploration et création d'une colonie-comptoir

Carte de la Nouvelle-France, par Samuel de Champlain, 1612.

Le golfe du Saint-Laurent fut exploré par Jacques Cartier dès 1534. L’implantation de la croix par ce dernier le 24 juillet 1534 à Gaspé, épisode célèbre de l’histoire du Québec, apparaît en quelque sorte comme l’acte de baptême de la Nouvelle-France. On y a souvent vu un geste de prise de possession du territoire, mais il est probable qu’il ne s’agissait que d’un moyen de reconnaissance pour les navigateurs.
Jacques Cartier rencontra des nations autochtones et fit, en tout, trois voyages dans le golfe du Saint-Laurent ; la légende du Royaume de Saguenay ayant contribué aux expéditions subséquentes. La Nouvelle-France fut progressivement occupée de façon permanente par le royaume de France de l'Ancien Régime.
Alors que les coureurs des bois entreprirent la traite des fourrures pendant la seconde moitié du XVIe siècle, ce n'est qu'en 1600 que le premier comptoir commercial permanent fut établi en Nouvelle-France, à Tadoussac. Puis en 1603, sur la pointe Saint-Mathieu, Samuel de Champlain conclut un traité d'établissement au Canada avec des tribus amérindienne, les Montagnais, Malécites et Micmacs. Et alors, des colons français s'y implantèrent de façon permanente après la fondation de la ville de Québec en 1608. La vallée du Saint-Laurent devenait alors le cœur d'un développement colonial maritime, avec pour centre le cap Diamant et l'île d'Orléans.
Ce n'est qu'en 1604 qu'on établit le premier établissement permanent en Amérique du Nord à Port-Royal en Acadie (Nouvelle-Écosse).
Cette colonie servait alors uniquement à la pêche et à la traite des fourrures. C'était alors une colonie-comptoir. Elle portait ce titre puisqu'on ne vivait que temporairement en Nouvelle-France à cette époque. Les Français exploitaient les ressources dont ils avaient besoin et repartaient en Métropole.
Cependant, Louis Hébert, après deux séjours en Acadie (de 1606 à 1607 et de 1610 à 1613), revint en 1617 avec femme et enfants pour s'installer définitivement à Québec, devenant ainsi le premier des colons français à s'établir de façon permanente en Nouvelle-France. Son gendre Guillaume Couillard s'était installé à peu près à la même date.
Le mercantilisme (ou colbertisme) inspirait alors les décisions prises pour la Nouvelle-France, dont le développement et gouvernement était confié aux compagnies de commerce à monopole.
En 1627, le Cardinal de Richelieu créa à cet effet la Compagnie des Cent-Associés. La Coutume de Paris et le régime seigneurial furent alors introduits en Nouvelle-France.

Plusieurs compagnies coloniales se sont succédé dans le but d'assurer le gouvernement et le développement commercial de la Nouvelle-France :
- Compagnie de Rouen ;
- Compagnie de Montmorency ;
- Compagnie des Cent-Associés ;
- Compagnie française des Indes occidentales ;
- Compagnie de la Baie du Nord ;
- Compagnie des Habitants ;
- Compagnie de la Louisiane ;
- Compagnie d'Occident ;
- Compagnie du Mississippi.

En 1629, les frères Kirke conduisirent l'invasion de Québec qui mena à l'occupation de la Nouvelle-France, par le royaume d'Angleterre, qui se termina à la restitution du territoire au roi Louis XIII par le traité de Saint-Germain-en-Laye de 1632.

### 1645-1745: d'une colonie-comptoir à une colonie de peuplement

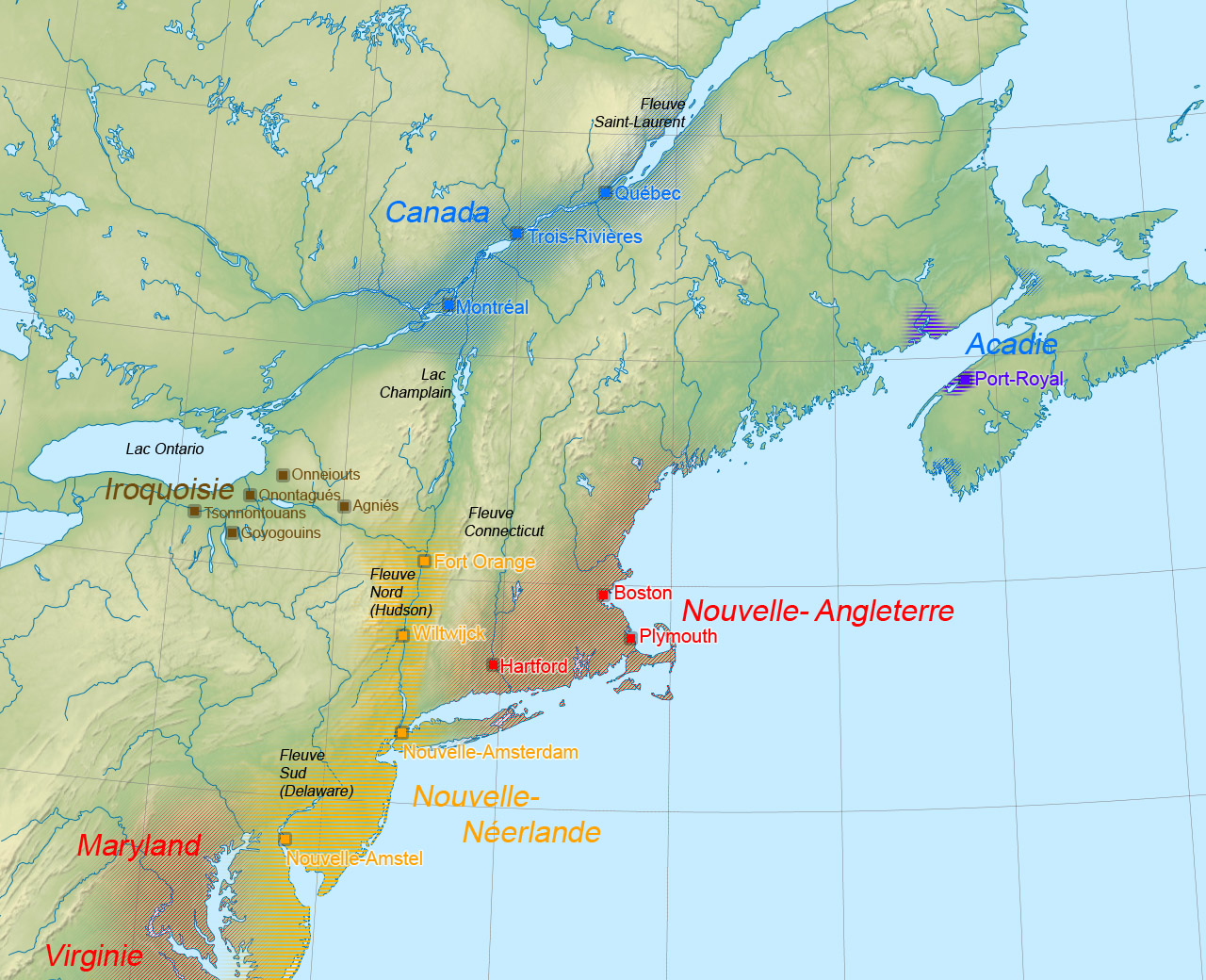
Situation politique du nord-est de l'Amérique du Nord en 1664.

Ce n'est que sous le règne de Louis XIV que furent envoyées les Filles du Roy et que furent adoptées les politiques de croissance de la population par l'intendant Jean Talon.

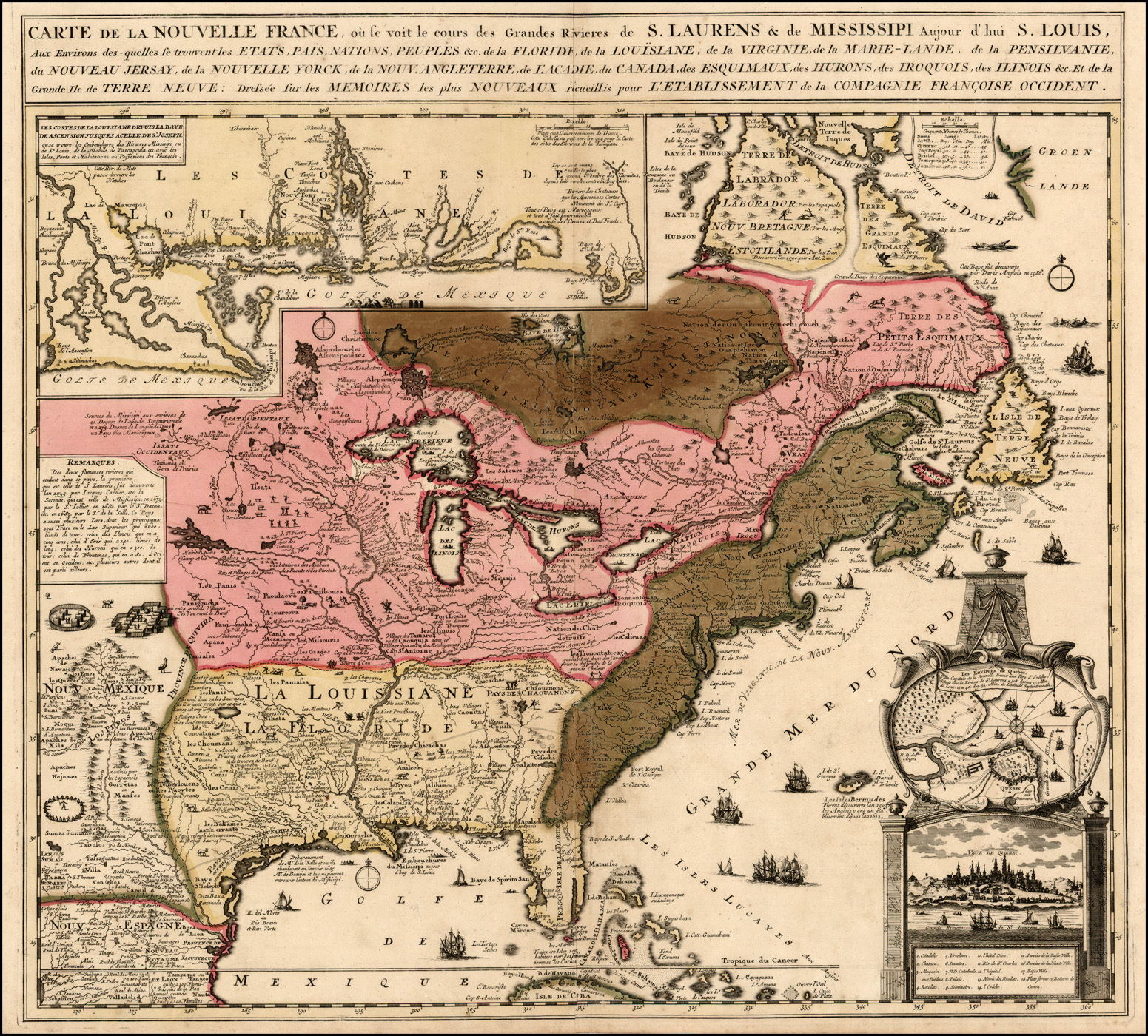
Carte des territoires colonisés ayant constitué la Nouvelle-France (le Canada y est indiqué en rose, s'étendant jusqu'à la frontière de la Louisiane). La carte de base est de Nicolas de Fer, et fut réalisée en 1719.

Si le XVIe siècle fut l'ère des premières expéditions et des établissements français éphémères, le règne d'Henri IV donna une impulsion importante à la colonisation de la Nouvelle-France. Au XVIIe siècle, Richelieu puis Colbert furent les principaux acteurs de la politique coloniale au sein du Conseil du roi de France.
En 1663, le Conseil souverain de la Nouvelle-France fut créé hors du domaine royal, chargé de prendre la relève des compagnies coloniales. Malgré la monarchie absolue qui demeurait en vigueur en Métropole, la vice-royauté se voyait alors investie de pouvoirs qui rappelaient le régime féodal du Moyen Âge. Dès lors, ce gouvernement royal releva du secrétaire d'État de la Marine.
C'est en 1664 que débarquent les premières «Filles du Roy ». Huit cents sont venues de France et éduquées à Paris par la fine fleur de l'aristocratie française s'installent à demeure en Nouvelle-France jusqu'en 1673, soit un apport représentant près de 25 % de la population d'avant leur arrivée. Tant et si bien que 9 ans après les premières arrivées, la population double pour un total de « 6 700 âmes en 1672 » ; elle triple en 1682 moins de 18 ans après l'arrivée des premières Filles du Roy pour un total de 10 000 âmes.
En 1665, la France envoie en Nouvelle-France le Régiment de Carignan-Salières pour protéger les établissements français des attaques des indiens, en particulier des Iroquois, et atteindre un traité de paix avec ceux-ci. De nombreux officiers et soldats de ce régiment restèrent au Canada et y firent souche, contribuant ainsi à la croissance de sa population.
Un siècle plus tard, la population s'élevait à 90 000 personnes. Les colons français ayant peuplé le Canada de la Nouvelle-France provenaient principalement de Paris, de l'Île-de-France et des provinces françaises d'Aunis, d'Anjou, de Bretagne, du Maine, de Normandie, de Bourgogne, du Pays basque, de Perche, de Picardie, du Poitou dont les Deux-Sèvres et la Vendée, de Saintonge et de Touraine. Les Filles du Roy provenaient de l'Orléanais alors que quelques dignitaires arrivaient directement d'Île-de-France. Plaisance, ou la colonie de Terre-Neuve, fut fondée par les Basques du Sud-Ouest de la France. La Louisiane et la Baie du Nord furent principalement peuplées par des colons provenant de Nouvelle-France où ils s'étaient établis préalablement.
Claude-Thomas Dupuy, ancien avocat général au conseil du roi, fut intendant de la Nouvelle-France entre 1725 et 1728.

### 1745-1763
C'est vers les années 1750 qu'elle atteignit son apogée territorial. Elle regroupait alors cinq colonies possédant chacune sa propre administration régionale.

Au terme de la guerre de la Conquête, le Canada tomba sous occupation militaire britannique de 1760 à 1763. À la suite de la guerre de Sept ans et du traité de Paris de 1763, le royaume de France ne conserva que ses territoires aux Antilles ainsi que les îles de Saint-Pierre-et-Miquelon.

## Politique administrative

Colonies au sein de la Nouvelle-France

Outre les nations et groupes autochtones, la Nouvelle-France partageait principalement le territoire de l'Amérique du Nord avec les colonies britanniques, dont la Nouvelle-Angleterre, et la vice-royauté de Nouvelle-Espagne.

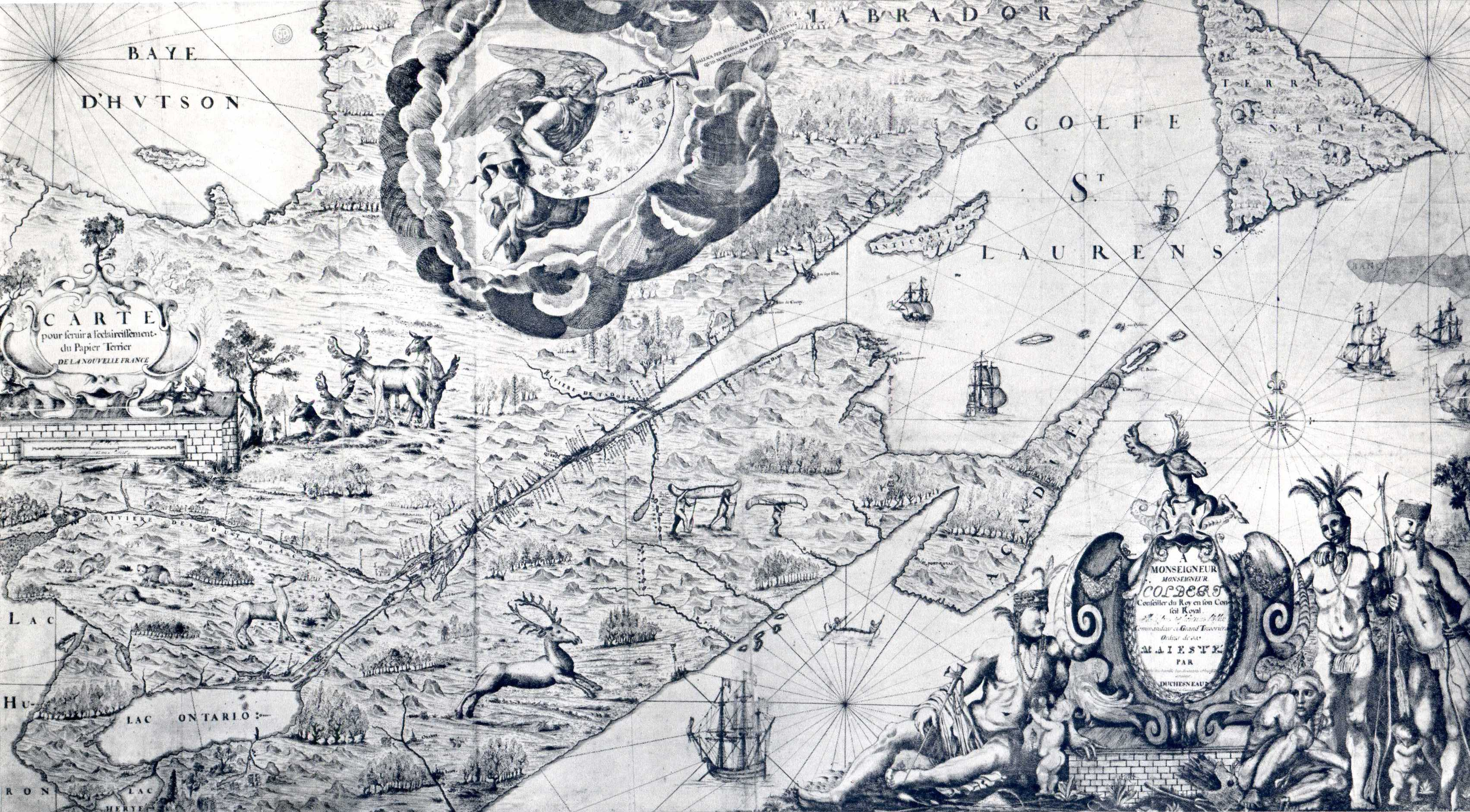
Carte de la Nouvelle-France dédiée à Colbert (Joannes Ludovicus Franquelin fiinxit, 1678).

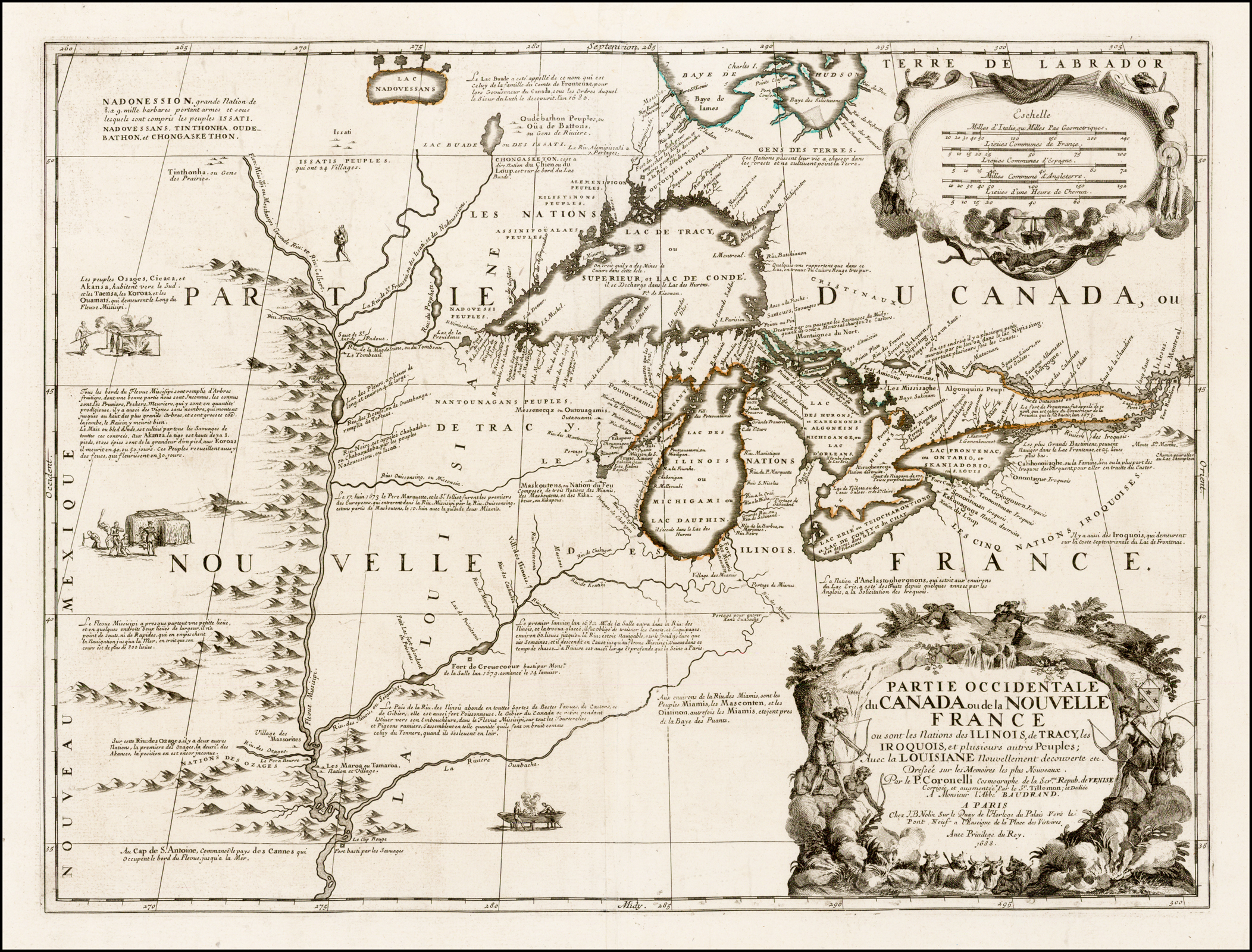
Partie occidentale du Canada, par Vincenzo Coronelli, 1688.

Contrairement à l'Acadie, la Louisiane et Plaisance, le Canada relevait directement du gouverneur de la Nouvelle-France, qui siégeait à Québec. Cependant, la colonie connut la création de trois gouvernements régionaux distincts, soit ceux de Québec (1608), des Trois-Rivières (1634) et de Montréal (1642). La région des Pays-d'en-Haut comprenait le bassin versant des Grands Lacs, dont les forts de Pontchartrain (Détroit) et Michillimakinac (Sault-Sainte-Marie) formaient à peu près les uniques pôles de peuplement français après la destruction de la Huronie.
Lors du premier recensement effectué en Nouvelle-France, par Nicolas Levieux, sieur de Hauteville, secrétaire du conseil des finances de Monsieur, frère du roi, et lieutenant général civil de la Nouvelle-France et lieutenant général criminel de la Sénéchaussée de Québec, en 1666, on comptait quelque 3 215 Européens dans la vallée du Saint-Laurent (voir Canada).

### Acadie
L'Acadie fut une colonie dont le territoire s'étendait globalement sur la Nouvelle-Écosse, le Nouveau-Brunswick et le Maine ainsi que sur l'Île-du-Prince-Édouard, les îles de la Madeleine et le Sud de la Gaspésie (baie des Chaleurs). Ses administrations siégeaient à Port-Royal — aux abords de la baie Sainte-Marie —, et son centre culturel, au Grand-Pré. Cependant, la capitale fut déménagée à La Hève de 1632 à 1635.
L'Acadie fut cédée par les traités d'Utrecht de 1713 à la Grande-Bretagne. Mais par suite de cette cession, l'île Royale et l'Isle Saint-Jean furent élevées au rang de gouvernements administratifs de la Nouvelle-France. On entreprit alors le renforcement des colonies depuis les villes nouvellement fondées de Louisbourg et Port-la-Joye.
En 1755, au début de la guerre de la Conquête, la déportation des Acadiens fut conduite principalement vers les Treize Colonies ou en Métropole. Plusieurs se réfugièrent sur la péninsule acadienne et au Canada. D'autres trouvèrent refuge en Louisiane, plus précisément au sud des Avoyelles et à l'ouest du Mississippi, donnant ainsi naissance à l'Acadiane (ou pays des Cadiens), dont le centre culturel, en plein cœur des bayous, devint la ville de Lafayette.

### Baie du Nord
La baie du Nord était un territoire britannique connu sous le nom de Terre de Rupert, utilisé pour la traite des fourrures. Après une longue rivalité entre la Grande-Bretagne et la France, Louis XIV, par les traités d'Utrecht, confirme la possession de la Terre de Rupert aux Britanniques. Cependant, il ne la cède pas, puisque ce territoire n'appartenait pas à la France.

### Terre-Neuve et Plaisance
Les pécheurs français exploitent les Grands Bancs autour de Terre-Neuve dès le XVIe siècle. Les colons de Plaisance étaient établis dans la localité éponyme, sur l'île de Terre-Neuve, ainsi que sur les îles de Saint-Pierre-et-Miquelon. Ils contrôlaient une partie des côtes de l'île. La lutte est constante contre les Anglais pour le contrôle total de l'île, surtout à la fin du XVIIe siècle, essentiellement pour la prise des capitales respectives Plaisance et Saint-Jean. Si le traité de Ryswick conforte les deux puissances, chacune gardant ses territoires respectifs sur Terre-Neuve ; les traités d'Utrecht, quant à eux, obligent les colons à quitter l'île pour la colonie de l'île Royale, car Terre-Neuve devient un territoire britannique dans son ensemble.

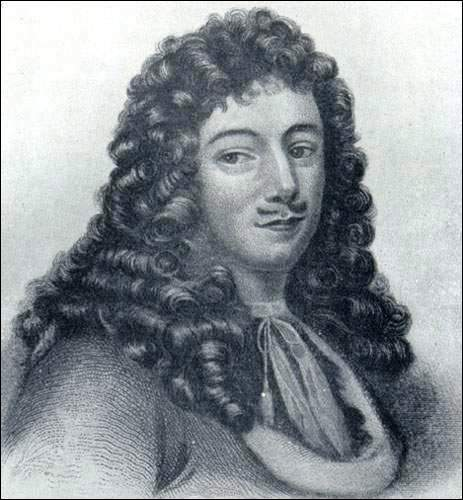
Jean Talon, comte d'Orsainville, premier intendant de la Nouvelle-France.
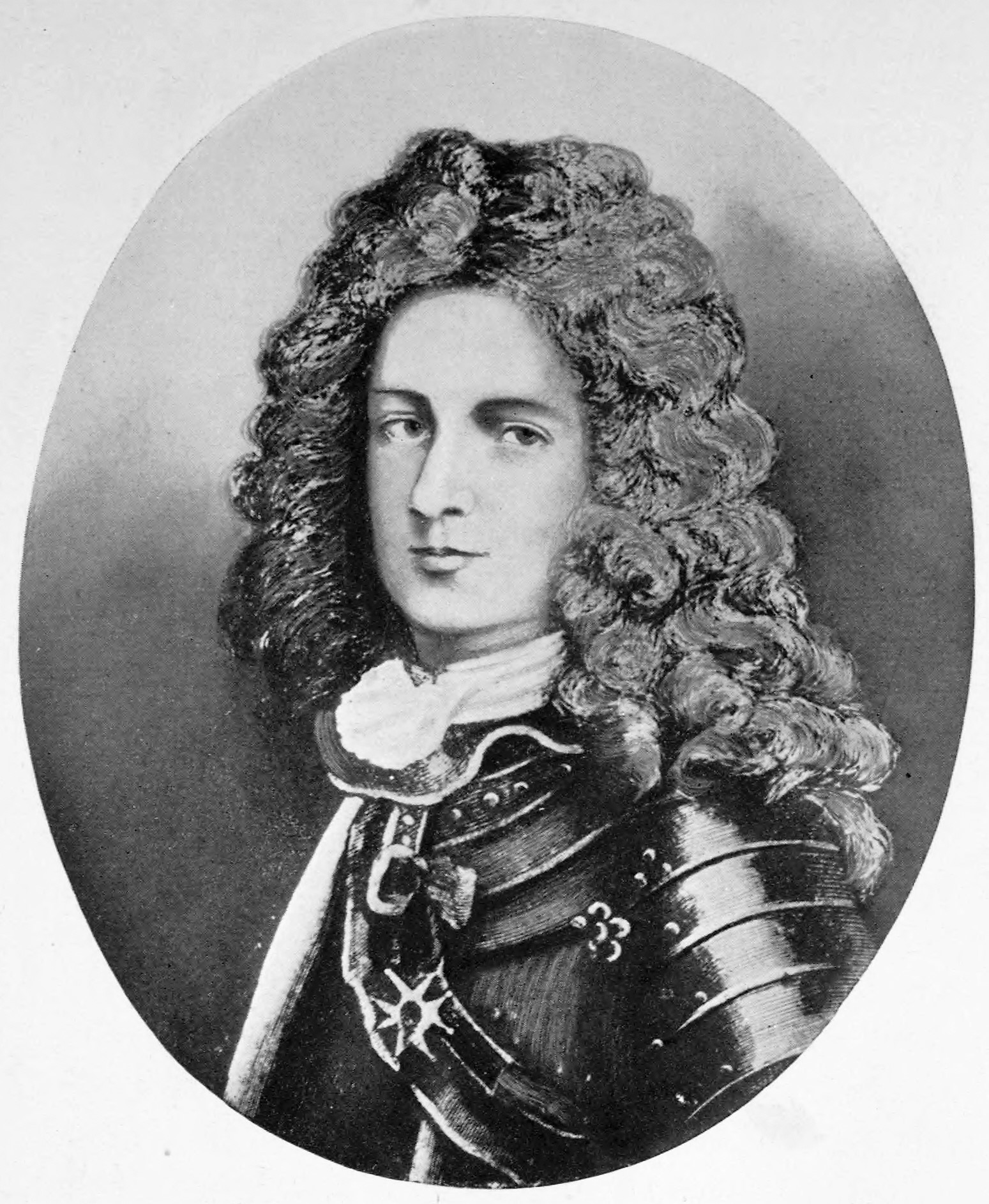
Pierre Le Moyne d'Iberville, premier gouverneur de la Louisiane.
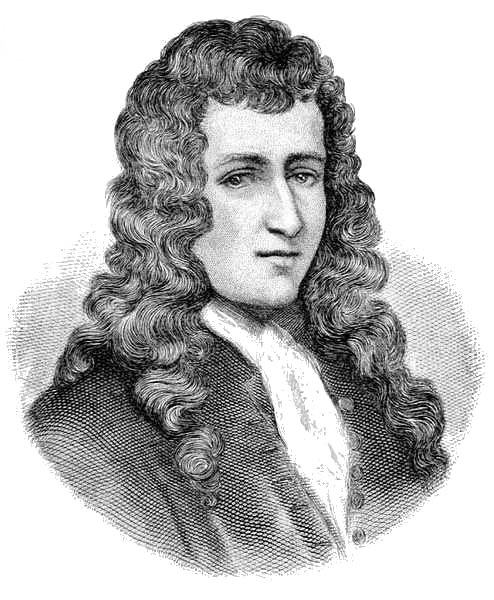
René-Robert Cavelier de La Salle, l'explorateur qui prit possession de la Louisiane.

### Louisiane
La Louisiane était une colonie nommée en l'honneur du roi Louis XIV. Elle était formée du bassin versant du fleuve Mississippi. Découvert en 1673 par Louis Jolliet et le père Marquette, le territoire fut pris par Cavelier de la Salle en 1682, au nom du roi de France, avant que Pierre Le Moyne n'y fonde la colonie en 1699.
Elle était subdivisée en deux régions administratives : la Basse-Louisiane et le Pays des Illinois, dit la Haute-Louisiane. Cette dernière région englobait la vallée de l'Ohio, fortement prisée pour le commerce de la fourrure, alors que la Basse-Louisiane s'étendait sur les plantations de cannes à sucre et de coton. Outre les terres fertiles des grandes Plaines, on trouvait de même en Louisiane, la culture du chanvre, de l'indigo, du lin et du tabac.
Les capitales de la Louisiane furent établies au Fort Maurepas (à Biloxi dans l'État du Mississippi), puis au Fort Louis de la Mobile (à Mobile dans l'Alabama) et finalement, au Vieux Carré de La Nouvelle-Orléans. Pour sa part, le fort de Chartres (au sud de Saint-Louis dans le Missouri) devint le siège des administrations régionales du Pays des Illinois.

Le traité de Paris de 1763 concéda la partie orientale du fleuve Mississippi au royaume de Grande-Bretagne. Mais dès la fin de la guerre d'indépendance des États-Unis en 1783, le territoire devint l'objet de la conquête de l'Ouest. À l'opposé, la partie occidentale et le delta du fleuve furent intégrés à la Nouvelle-Espagne après le traité de Fontainebleau de 1762. Ceux-ci restèrent sous l'égide espagnole avant d'être cédés à la Première République française par le traité de San Ildefonso en 1800, puis vendus aux États-Unis en 1803. 

Pavillon royal au Canada de 1534 à 1599.
Pavillon de la marine marchande au Canada de 1600 à 1663.
Pavillon royal au Canada de 1663 à 1763.
Ancien drapeau de la Louisiane.

## Démographie

### Huguenots

Situation religieuse du Royaume de France au XVIe siècle

Immigrants français Nouvelle-France 1608 - 1700

Selon le deuxième article de la charte de la Compagnie des Cent-Associés de 1627 (soit 19 ans après la fondation), la Nouvelle-France ne pouvait être que catholique romaine.
En 1666, selon le recensement effectué par Jean Talon, 3 300 personnes vivaient en Nouvelle-France, dont seulement 300 personnes étaient Huguenots, soit 1/11 de la population. En 1682, la population de la colonie atteint 10 000 personnes. En 1685, à la suite de l'édit de Fontainebleau, 800 huguenots fuient vers la Nouvelle-France. Au total, on estime que durant l'existence de la colonie, 15 000 huguenots réussirent à s'y installer (sur une population totale d'environ 90 000 personnes), principalement émigré pour des raisons socio-économiques. Au moins les 2/3 d'entre eux prétendaient à tort être catholiques auprès des instances dirigeantes de la colonie.
La corrélation géographique de l'immigration est plutôt parlante. Un tiers du recrutement se fait au Pays de Caux, la partie nord de la Normandie. «Le Pays de Caux... formait une sorte de triangle délimité par les villes portuaires de Rouen, Dieppe et du Havre. Ces trois communautés ressortent comme les seuls vrais points de concentration, parfois remarquables» sans oublier que «Le Pays de Caux abritait vraisemblablement la plus grande concentration de protestants ruraux au nord de la Loire.» Un second tiers de l'immigration provenait de la région Poitou-Angoumois-Aunis et Saintonge, où vivait «la plus grande concentration de Huguenot à cette époque.»

## Relations avec les nations autochtones
Les relations entre les représentants du royaume de France avec les plus proches nations autochtones avec lesquelles ils ont fait affaire, ceux de l'est du continent ouvert par le fleuve Saint-Laurent, ont données des effets durables de coexistence et de protection. Mais l'histoire est écrite différemment par des historiens anglais qui y voient, a posteriori, un malentendu.

### Point de vue français
Dès le début du XVIIe siècle, les colonisateurs français entrèrent en contact avec les tribus indigènes. Ils s'allièrent avec les Micmacs, les Abénaquis, les Algonquins, les Innus et les Hurons. Samuel de Champlain participa à la protection de la colonie contre les Iroquois, devenus les ennemis des Hurons et des Algonquins, à cause de leur rivalité engendrée par le commerce des fourrures et le fait que les Hurons avaient perdu leurs terres au profit des Iroquois.
Dans la continuité des alliances, Samuel de Champlain s'entretient en 1633 à Trois-Rivières avec le chef Capitanal. La Relations des jésuites du père Paul Le Jeune rapporte : « La conclusion fut que le sieur de Champlain leur dit, quand cette grande maison fera faite, alors nos garçons se marieront à vos filles, & nous ne ferons plus qu'un peuple » ; Champlain parle de la naissance de la Nation métisse en Nouvelle-France.
Dans les faits, le métissage généralisé n'a jamais abouti et la plupart des tentatives ont été des échecs. L'historien Benjamin Sulte déclare : « Un projet avait été soumis pour marier des Sauvagesses avec les Français, mais sur un rapport de Talon, il fut abandonné. Le métissage n'a jamais été bien vu parmi les Canadiens, et si l'on excepte le Nord-Ouest [...], il ne présente que des rares cas d'exceptions ».
Sur ce sujet, l'historien et nationaliste Lionel Groulx rajoute : « Inutile de dire que cet élément inférieur ne s'est guère mêlé à notre population [...] Tout d'abord, il est bien connu, croyons-nous, que la francisation des sauvages aboutit à un brillant échec et qu'aucune cohabitation des deux races n'a pu vraiment se réaliser. » De plus, il ajoute « N'oublions pas non plus que leur accroissement, les Canadiens ne le doivent qu'à leur natalité. Aucun emprunt, si ce n'est quelques rares unités, au fonds indien ».
Le roi Louis XIV ordonne au gouverneur Daniel de Rémy de Courcelles, en 1665, que « les officiers, les soldats et tous les sujets de Sa Majesté doivent traiter les Autochtones de façon équitable, sans jamais avoir recours à la violence ».
La Grande Paix de Montréal en 1701 rétablit les relations avec les Iroquois. La Ligue iroquoise s'engage à rester neutre dans une éventuelle guerre opposant Anglais et Français.

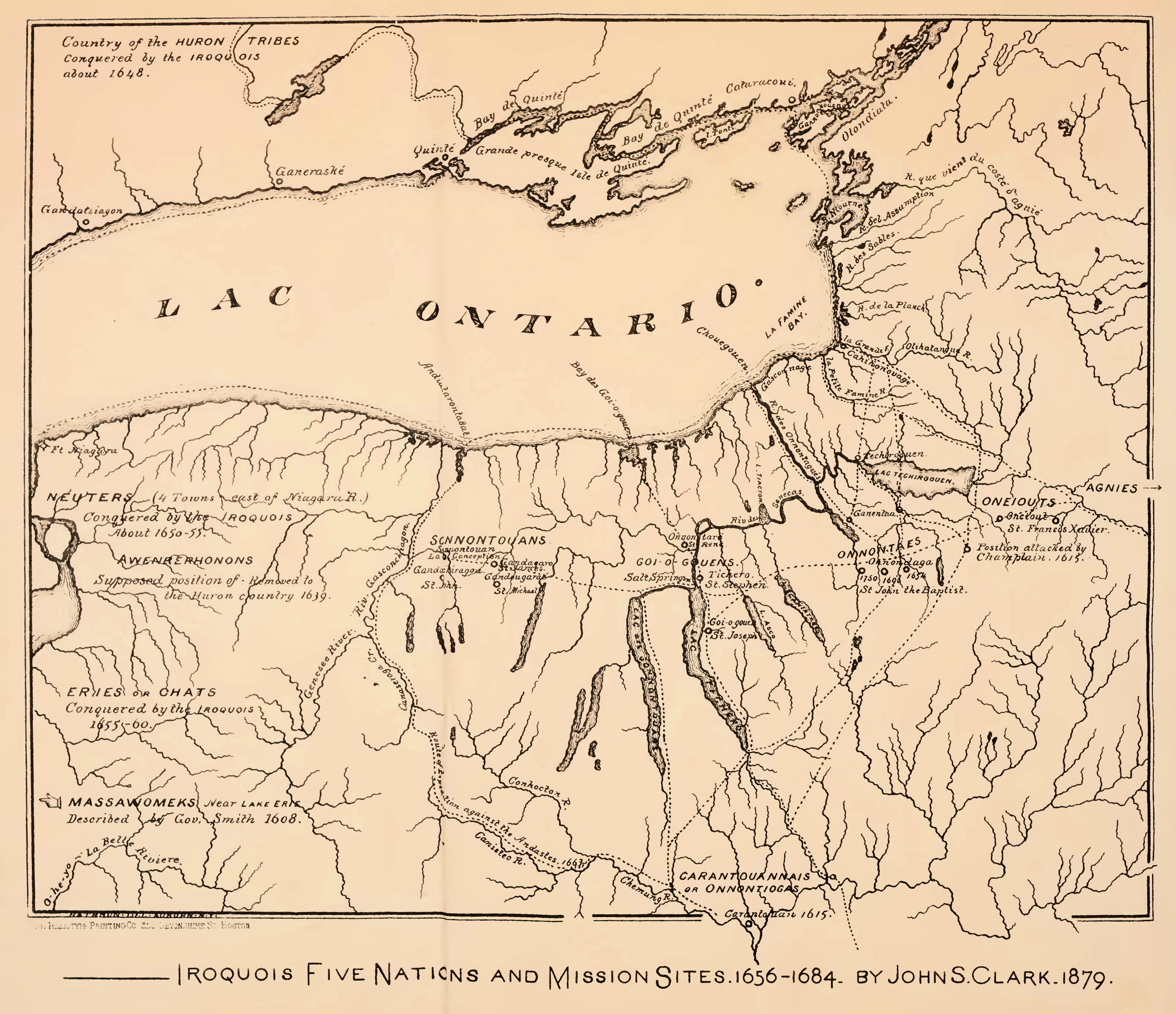
Entre 1634 et 1760 fut établie une série de missions jésuites en Nouvelle-France, dans le but de répandre la religion chrétienne parmi les amérindiens locaux, ainsi que pour maintenir la paix entre les nations autochtones.
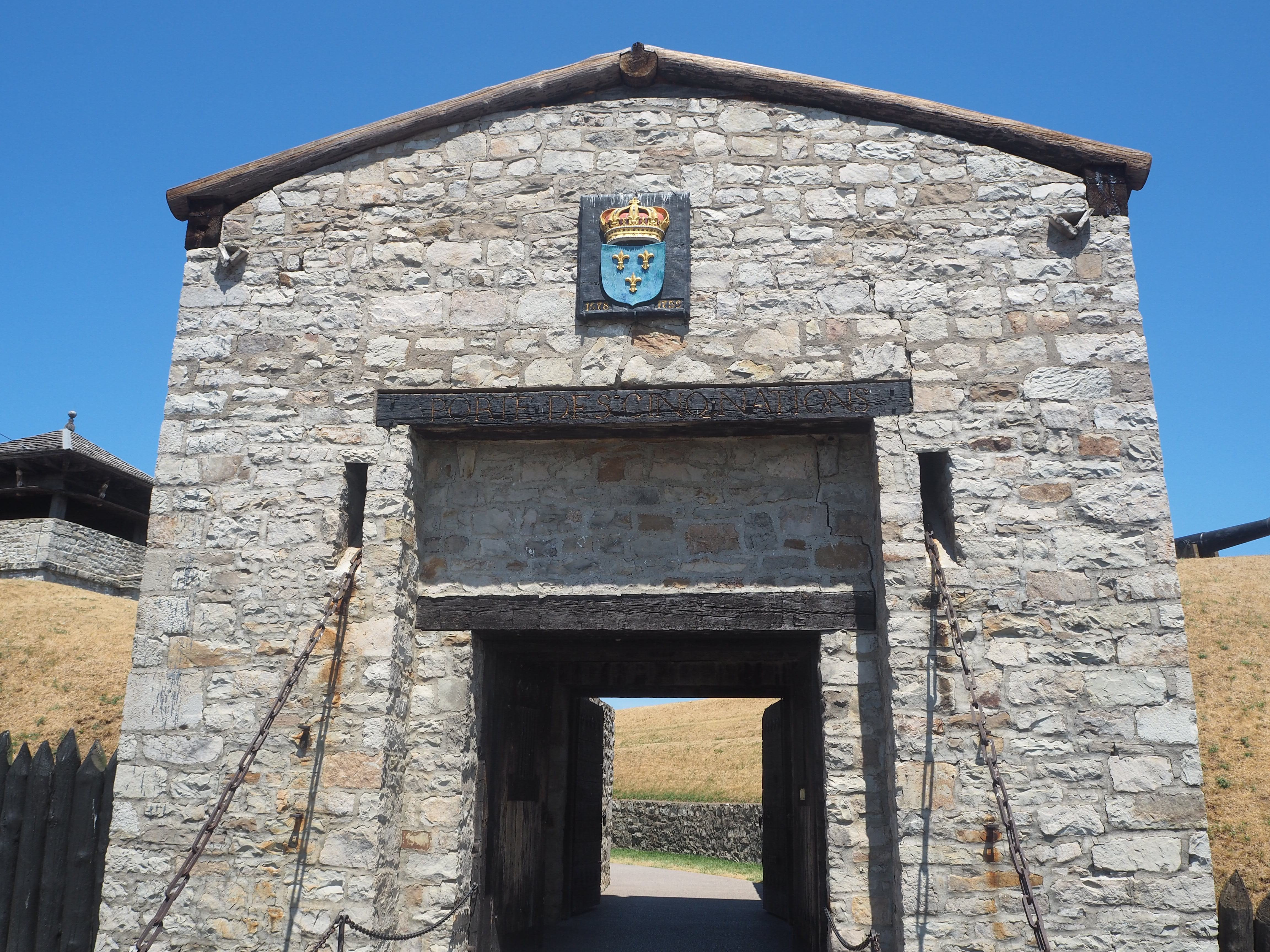
À partir de 1756, l'entrée principale du Fort Niagara fut établie du côté de la rivière Niagara. Les Français nommèrent ce portail la porte des Cinq Nations en l'honneur des Cinq Nations de la confédération iroquoise.

### Point de vue anglais
Portant le même titre que l'original anglophone de 1991, l'ouvrage de Richard White, Le Middle Ground propose une « relecture des passés amérindiens » en Nouvelle-France en général et dans les Pays-d'en-Haut en particulier.
Contrairement aux annexions plus ou moins complètes des conquêtes d'antan (qui venaient de culminer avec l'imposition de la religion chez les simples sujets ou la conquête brutale des Espagnols en Amérique latine), l'auteur part du principe que, avant de devenir le Nouveau Monde, la Nouvelle-France a été longtemps « un " entre-deux " : entre cultures, entre peuples, et entre certains empires et le monde non institué des villages » et ce, bien avant l'arrivée des « découvreurs » dans un monde fragmenté, en devenir, et aux frontières pas claires. Dans un climat de conflits sinon de guerre permanente entre les tribus, occasionnellement aggravé par la dégradation cyclique des ressources et même les famines, le Middle Ground (« terrain d'entente ») a établi tout un entrelacement parfois ténu, mais toujours subtil, de médiation, d’alliances, de compromis débouchant sur « une conception commune de modes d’action adéquats » : fragile, il était toujours susceptible de dériver sur des méprises et des malentendus. Ce moyen-terme concernait les domaines traditionnels comme l’« ensauvagement » des coureurs des bois et l'inverse, leur adaptation du canot d'écorce en canot de Maître , leurs fréquentations, voire leur mariage avec les Amérindiennes de mœurs souvent ouvertes (jugées comme libertines par les missionnaires), le commerce des fourrures… Mais la considérable documentation de l’auteur montre que le Middle Ground, c’est bon nombre de coutumes et d'usages que l’ouvrage met en relief comme des « hybrides culturels étranges » : la compensation des meurtres (« couvrir ou relever le mort »), les barèmes du troc, radicalement différents chez les uns et chez les autres; le rôle d’Onontio, le gouverneur de Québec, considéré « comme un père, non comme un maître », dont on attendait cadeaux et soutien dans les moments difficiles; le protocole diplomatique (sanctionné par le calumet et le wampum); les usages des foires où s’échangeaient les biens ; la délicate notion de « juste prix », enfin, la contrebande, notamment avec les concurrents anglais, menée aussi bien par les uns que les autres.
Parmi les échanges, certains ne sont pas d'ordre matériel, mais, par exemple, juridique : peuplades surtout nomades, les premières nations préconisaient plus la notion de ressource que celle de territoire; les Européens, en revanche, devenus depuis l'invention de l'imprimerie particulièrement friands de textes juridiques, préconisaient nettement le terroir. Alors qu'ils n'en avaient que partiellement ou pas toujours mesuré la portée à l'époque, les Amérindiens, l'ayant bien intégrée des nouveaux occupants, négocient aujourd'hui avec eux sur la base de cette notion qu'ils ont acquise d'eux.
La Grande Paix de 1701 consacre le paradoxe que « les Français ne furent jamais aussi forts que lorsqu’ils semblaient les plus faibles » et qu’ils jouaient leur rôle de médiateur : comme sur le plan militaire où ils ont profité des connaissances du terrain des Amérindiens.
Avec les mutineries des Républicains et rebelles, les premières rivalités entre les Français, les Louisianais et les Canadiens , l’abandon de l’esprit middle ground par le nouveau Ministre des Colonies Rouillé mettent fin aux stratégies locales pour la stratégie impériale : les premiers affrontements de la guerre de Sept Ans (Contrecœur contre Washington) annoncent la fin de la colonisation en Nouvelle-France. Durant les quelques années après les victoires militaires de 1760 et le Traité de Paris, la férule militaire rigoureuse du conquérant Amherst fera des « enfants » d'Onontio des sujets infantilisés.
Ballotés entre l'attitude guerrière d'un Charlot Kaské et l'attitude négociatrice du chef révolutionnaire Pontiac, les Britanniques opteront finalement pour une alliance peu ou prou inspirée du terrain d'entente franco-amérindien.

## Vie quotidienne en Nouvelle-France
Pendant les premières années de la colonisation, jusqu'à la fin du XVIIe siècle, la vie des colons en Nouvelle-France est marquée par de constantes contraintes : conditions climatiques auxquelles il fallut s'adapter, éloignement de la métropole, commerce incertain avec la France et les Antilles, etc. Les habitants doivent donc se suffire à eux-mêmes dans la mesure du possible en produisant leurs propres denrées, en adaptant des méthodes et des techniques françaises aux réalités nord-américaines et en s'appropriant des éléments culturels des nations autochtones environnantes. Ces conditions créent bien sûr un milieu propice au développement des corps de métier locaux, et bientôt apparaît une petite bourgeoisie coloniale qui stimule la production de biens et de services, les marchands canadiens sous le régime français revêtent alors une importance capitale. De cette manière, les capitaux ne sont pas drainés vers la métropole : en achetant les produits locaux, les colons se trouvent à favoriser un certain enrichissement.

Au XVIIIe siècle, la population de la Nouvelle-France vit dans une certaine aisance matérielle (surtout quand on compare leur condition à leurs compatriotes de France), d'autant plus que l'amélioration des relations commerciales avec la métropole et avec les Antilles permet l'entrée de denrées et de produits importés, qui viennent s'ajouter aux produits locaux pour faciliter la vie quotidienne des colons. Durant la paix de Trente Ans (1713-1744), la colonie prospère et la population, dans son ensemble, atteint un niveau d'aisance matérielle qui sera compromis par les troubles liés à la guerre de Succession d'Autriche puis à la guerre de Sept Ans.

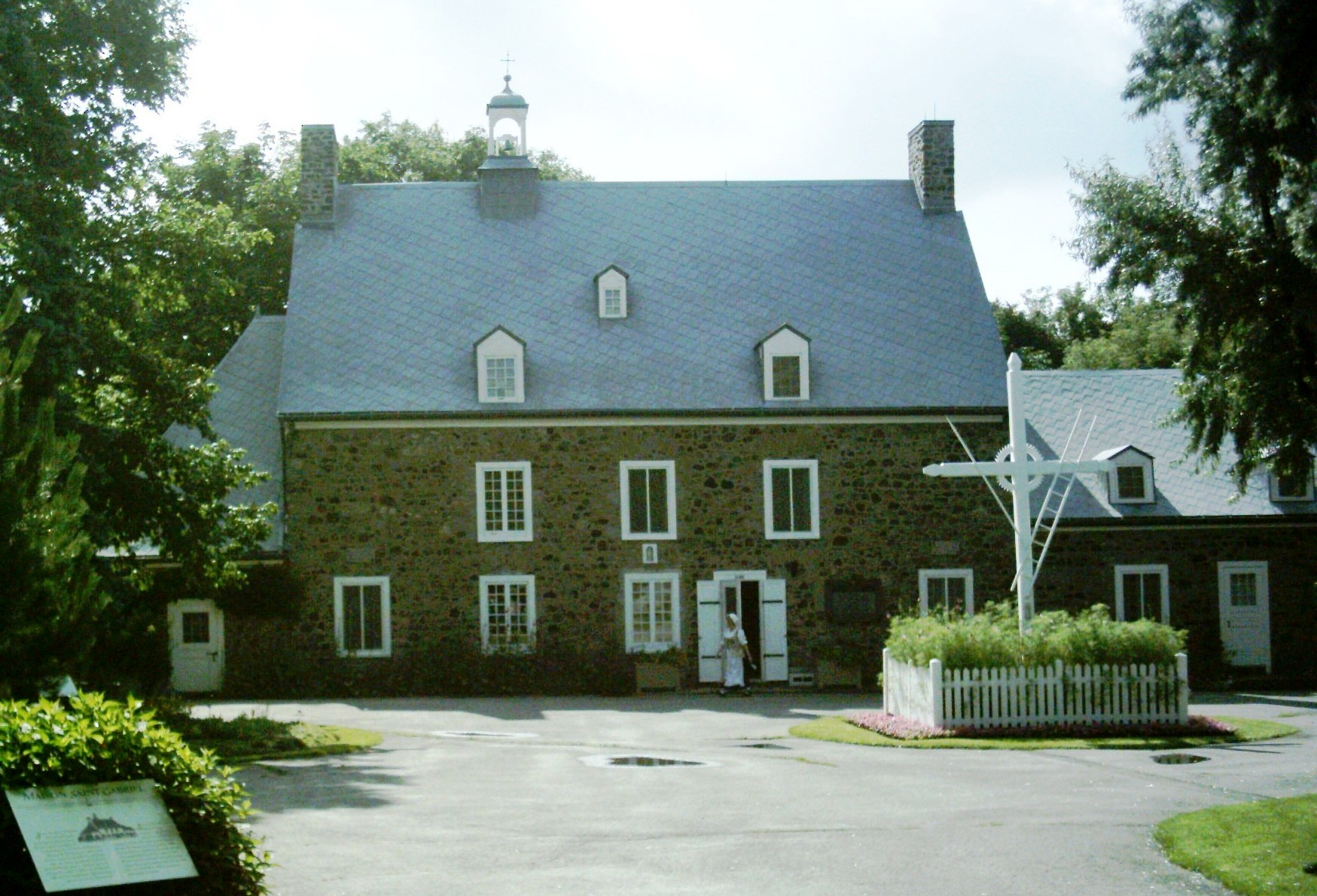
La maison Saint-Gabriel à Montréal, construite en 1660, était le lieu d'accueil des filles du Roi par Marguerite Bourgeoys.
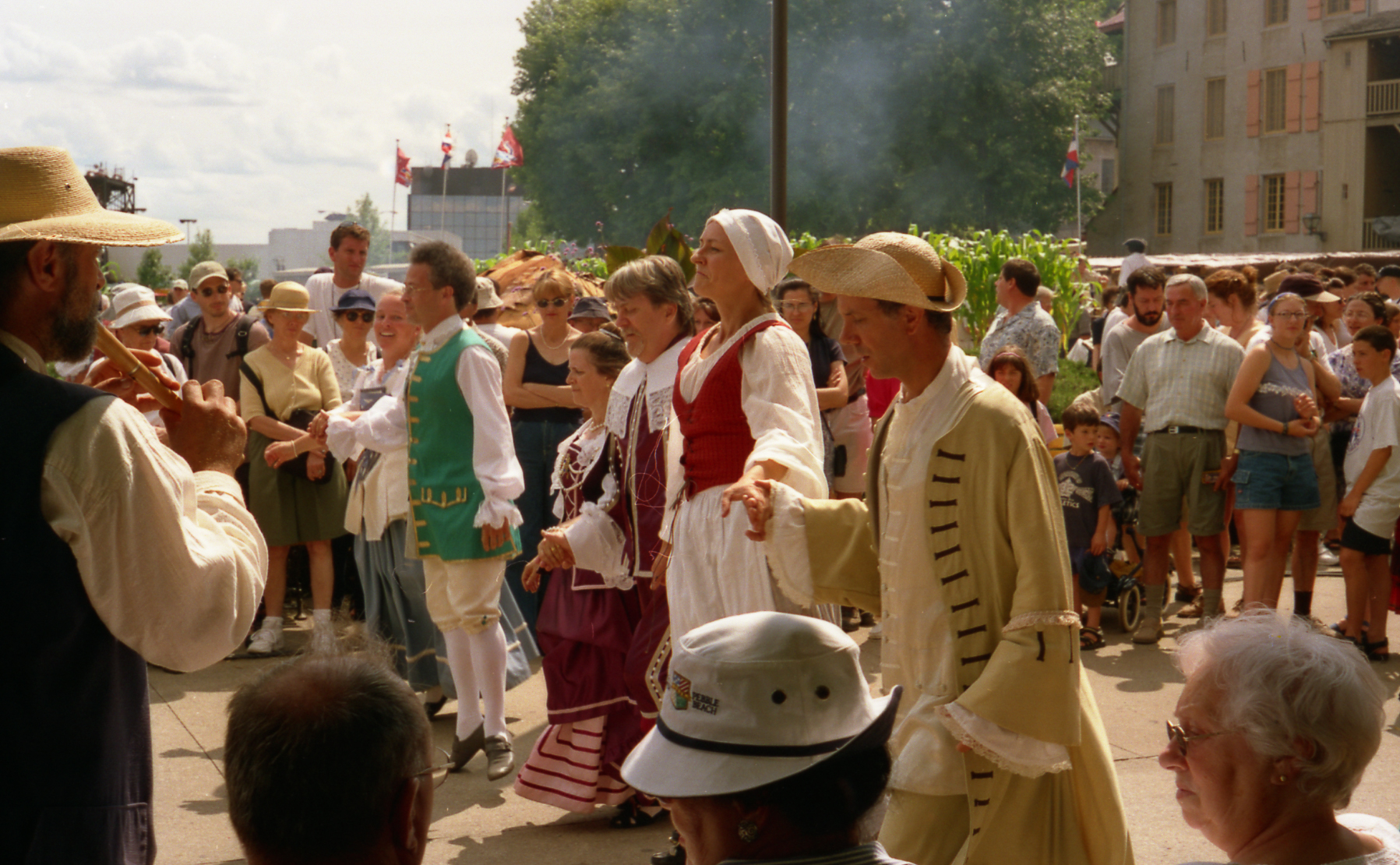
Les Fêtes de la Nouvelle-France près de la place Royale dans le Vieux-Québec.
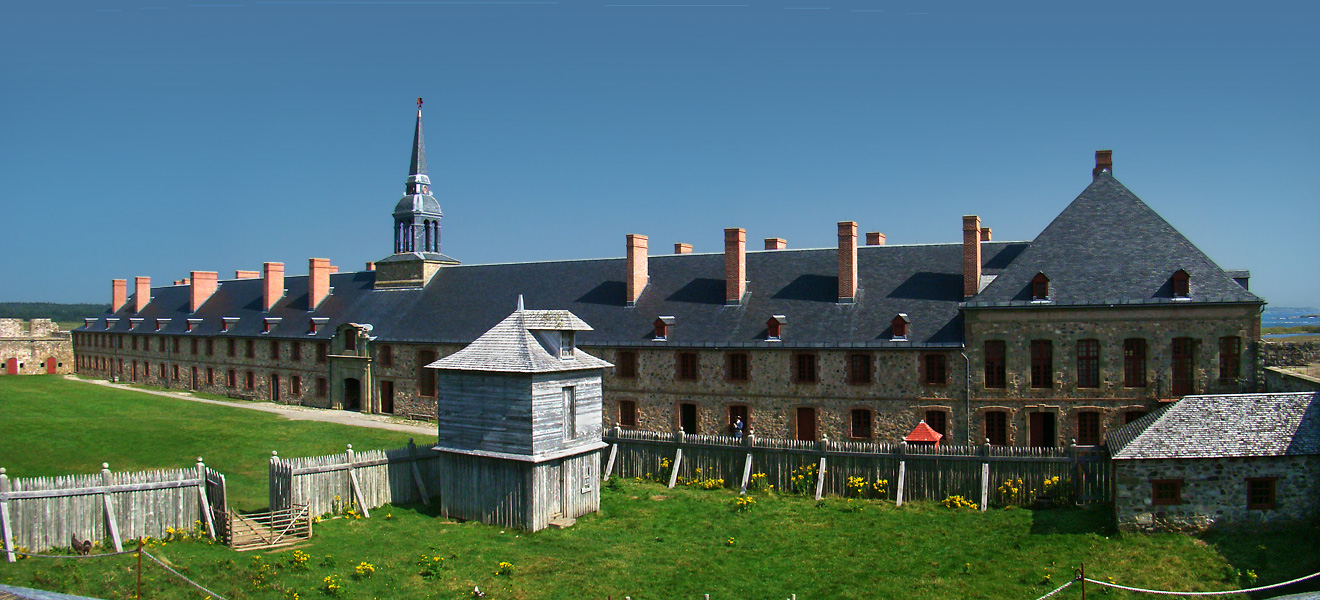
La forteresse de Louisbourg, à l'île du Cap-Breton, Nouvelle-Écosse.
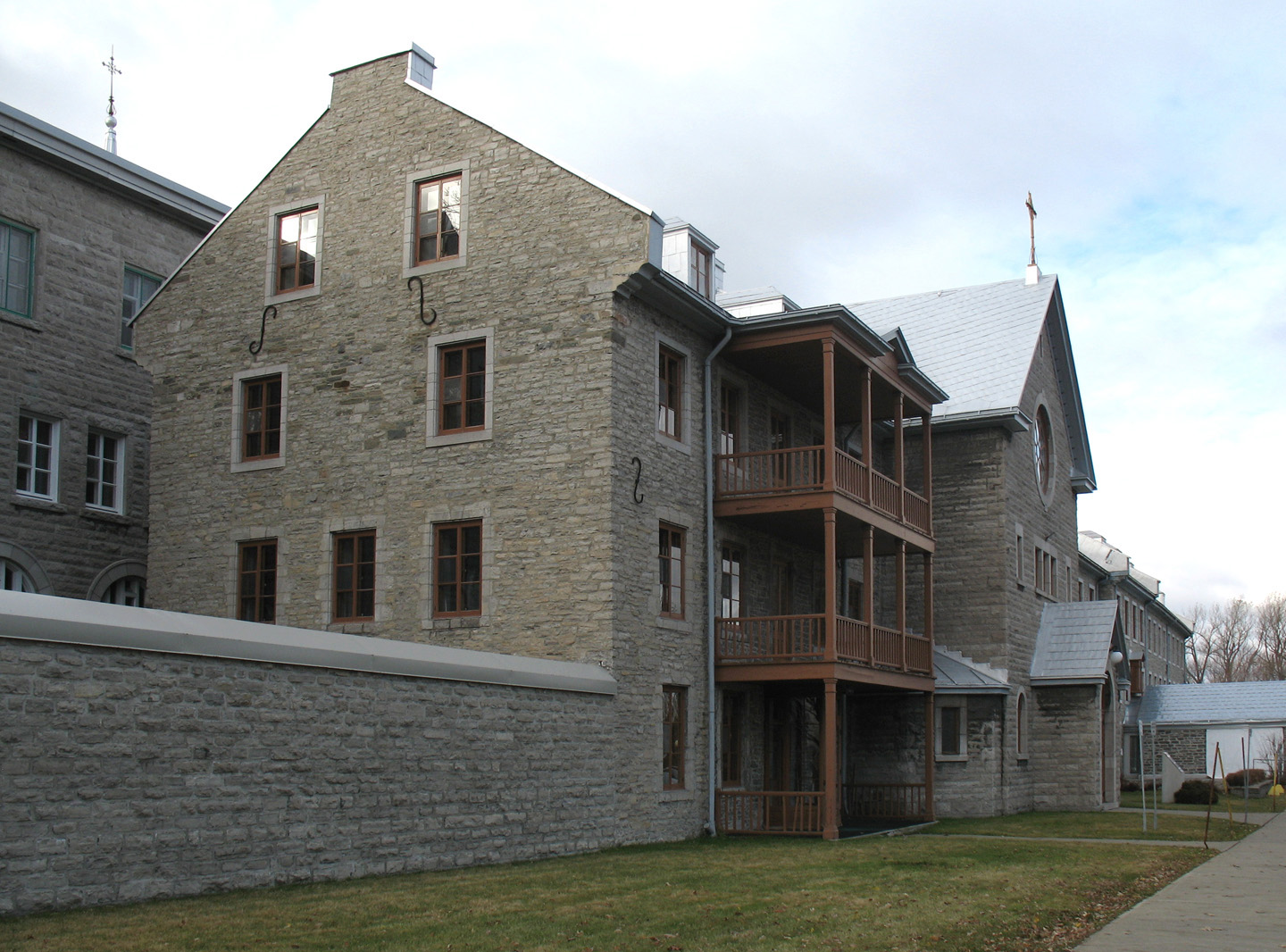
L'hôpital général de Québec à Notre-Dame-des-Anges.
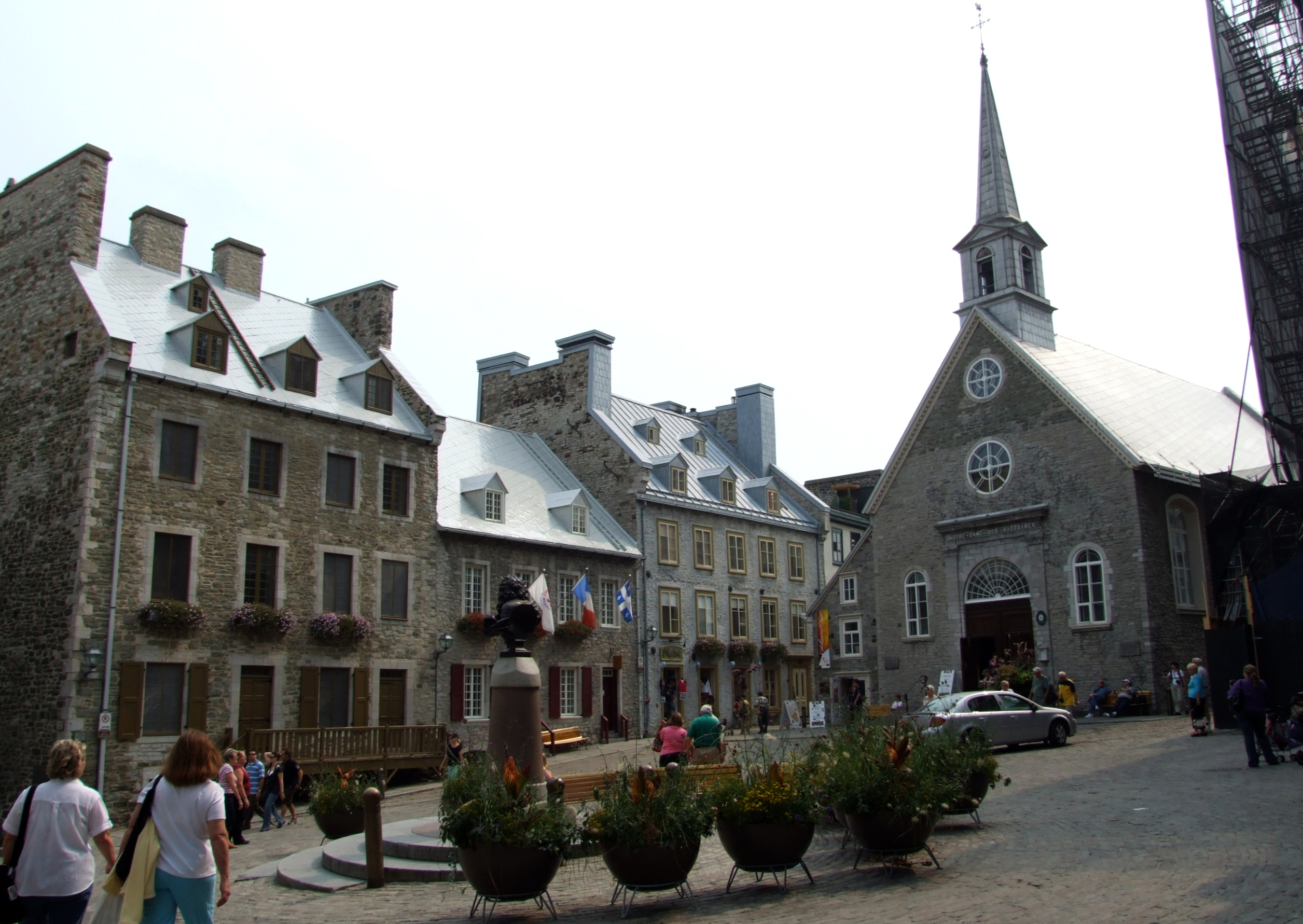
La place Royale et l'église Notre-Dame-des-Victoires.
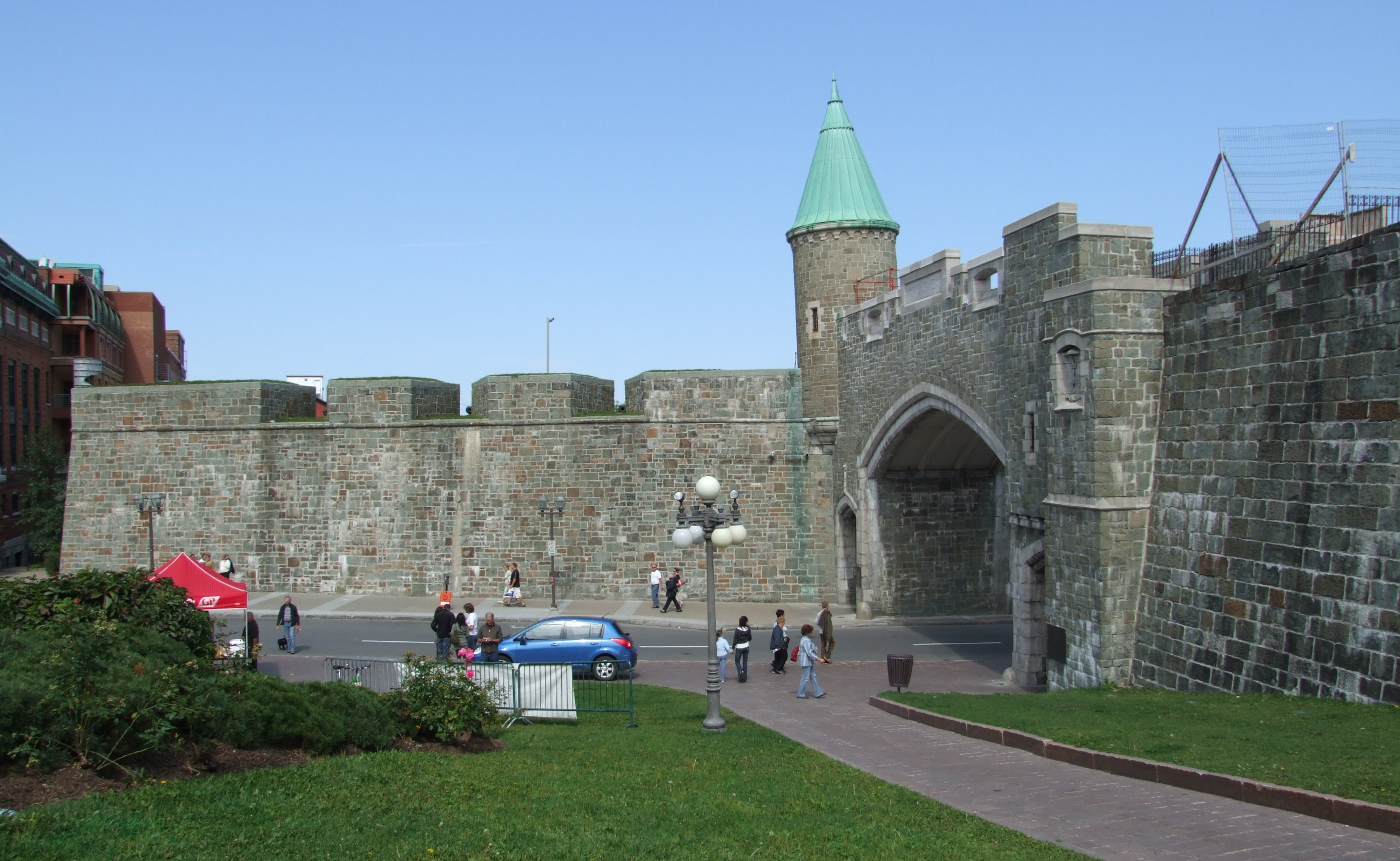
La porte Saint-Jean et les fortifications depuis la place d'Youville à Québec.
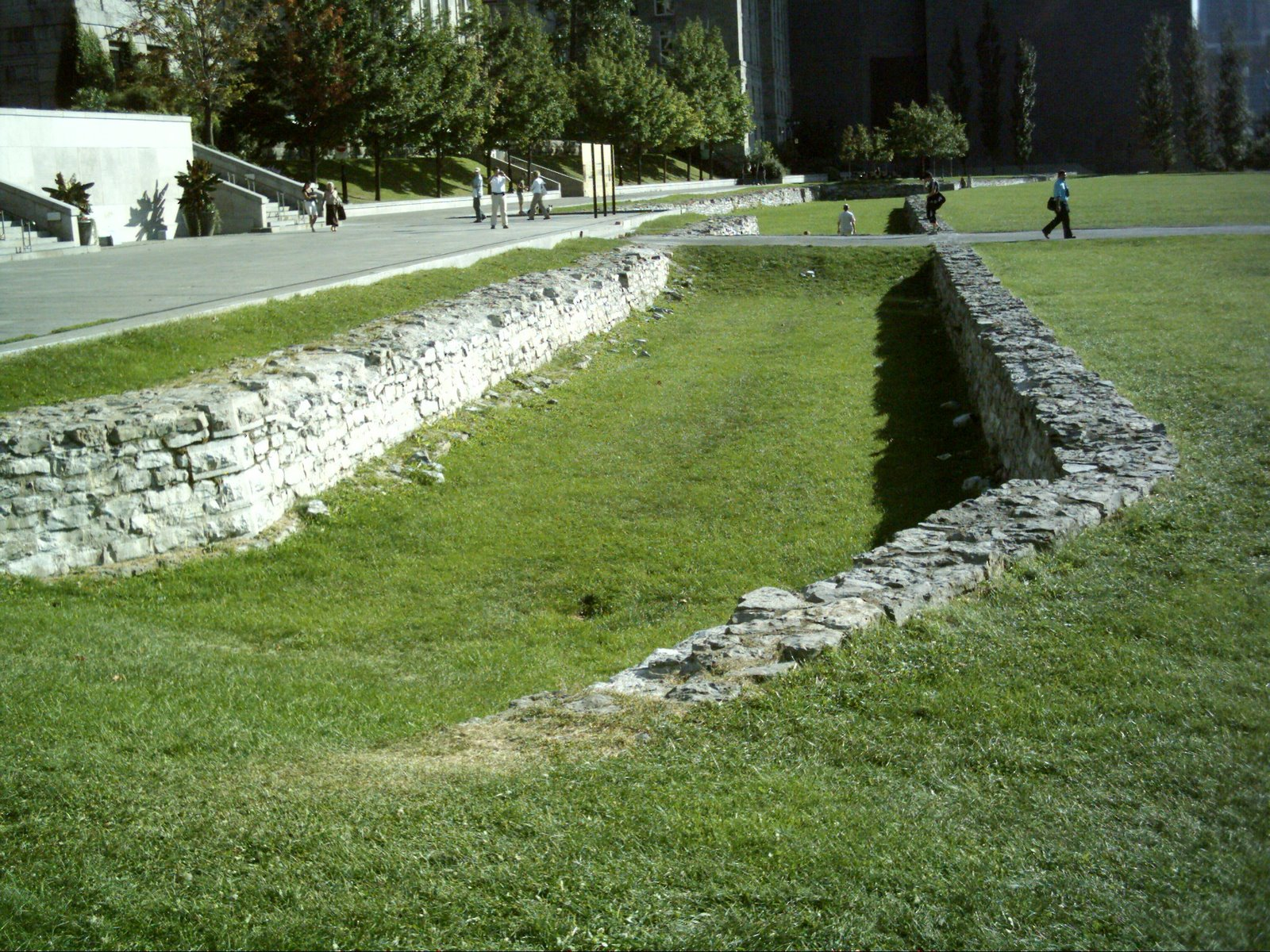
Vestiges des fortifications de Montréal, au Champ-de-Mars.
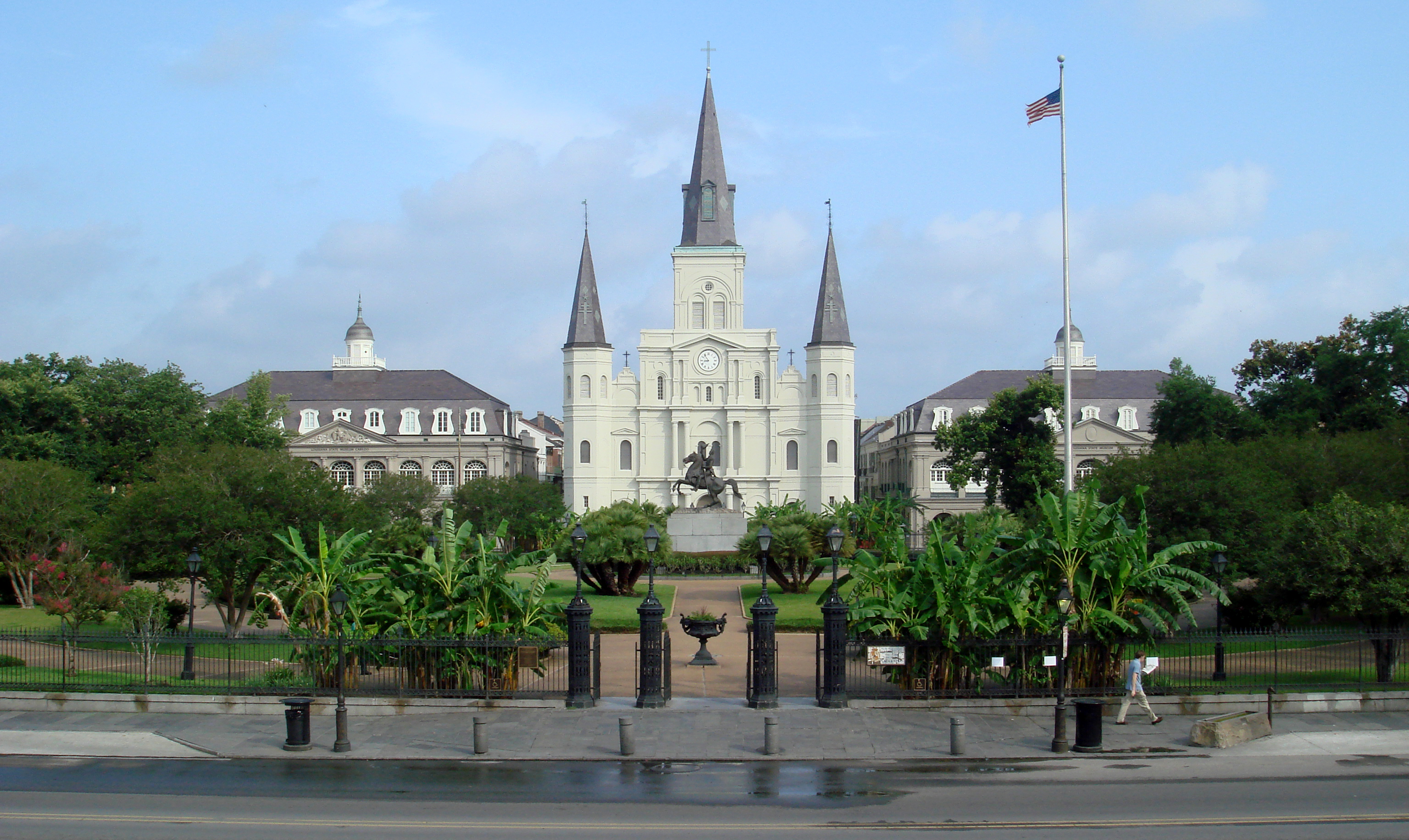
La cathédrale Saint-Louis de La Nouvelle-Orléans et le Jackson Square (anciennement, la place d'Armes).
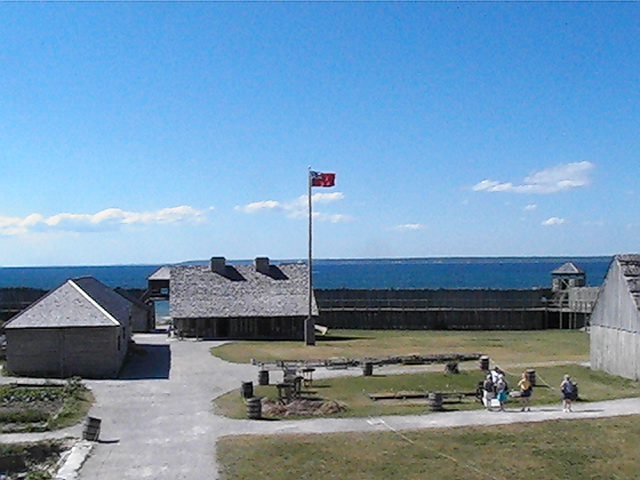
Le fort Michilimakinac.

## Traditions actuelles datant de l'époque de la Nouvelle-France

### Traditions juridiques
- Profession de notaire au Québec ;
- Responsabilité des shérifs du Québec (aboli)[24] ;
- Tradition civiliste, au Québec et en Louisiane, introduite par la Coutume de Paris en 1627 et confirmée en 1664 en vertu de l'édit royal créant la Compagnie des Indes occidentales ;
- Codification du droit, au Québec et en Louisiane, introduite par des ordonnances royales telles le Code Louis de 1667 et le Code de la marine de 1681.

### Traditions sociales et culturelles
- La fête de la Saint-Jean et le feu de joie
- La tire de la Sainte-Catherine, bonbon mou
- Le festin du Jour de l'An et la bénédiction paternelle
- Le poisson d'avril
- Le ramancheur
- Les contes et légendes
- Les épluchettes de blé d'Inde
- Les trois prénoms fréquemment inscrits au certificat de baptême catholique:

1. Joseph ou Marie, selon le sexe de l'enfant
2. prénom du parrain ou de la marraine, selon le sexe de l'enfant
3. prénom distinctif (généralement, le prénom usuel)

- La cabane à sucre (temps des sucres)

## Symboles de la Nouvelle-France
Les Fêtes de la Nouvelle-France, qui se déroulent à Québec rappellent l'époque de la Nouvelle-France.
Entre autres symboles, le rabaska est synonyme de la colonisation et de l'exploration des terres en Nouvelle-France. Il servit en outre à la traite de fourrures, entreprise principalement par les coureurs des bois.
Gouvernement de l'Acadie (1604)
- Aboiteau
- Baie de Fundy
- Beaubassin
- Cobéquid
- Fort Anne
- Fort Beauséjour
- Forteresse de Louisbourg
- Fort La Tour
- Fort Pentagouët
- Grand-Pré
- Île des Monts Déserts
- Île Royale
- Île Sainte-Croix
- Isle Saint-Jean
- Les Mines
- Pisiguit
- Port-Royal
- Rivière-aux-Canards

Gouvernement de Québec (1608)
- Basilique Sainte-Anne-de-Beaupré
- Bois-de-Coulonge
- Cap Diamant
- Citadelle de Québec
- Colline de Québec
- Côte-de-Beaupré
- Côte de la Montagne
- Côte-de-Lauzon (Pointe-Lévy)
- Côte-du-Sud
- Diocèse de Québec
- Fortifications de Québec
- Forts et châteaux Saint-Louis
- Hôtel-Dieu de Québec
- Île d'Orléans
- Notre-Dame-des-Anges
- Lieu historique national Cartier-Brébeuf
- Parc Montmorency
- Place-Royale
- Plaines d'Abraham
- Portes de Québec
- Quartier Petit Champlain
- Rivière Saint-Charles
- Séminaire de Québec
- Université Laval

Gouvernement des Trois-Rivières (1634)
- Basilique Notre-Dame du Cap
- Forges du Saint-Maurice

Gouvernement de Montréal (1642)
- Ancien hôpital général de Montréal
- Baron de Longueuil
- Basilique Notre-Dame de Montréal
- Canal de Lachine
- Champ-de-Mars
- Chapelle Notre-Dame-de-Bon-Secours de Montréal
- Château Ramezay
- Fort de la Montagne
- Hôtel-Dieu de Montréal
- Place-Royale
- Pointe-à-Callière
- Rue Notre-Dame
- Rue Saint-Paul (Montréal)
- Sœurs de la charité de Montréal
- Vallée des Forts
- Vieux Séminaire de Saint-Sulpice

Gouvernement de la Louisiane (1699)
- Bayou
- Fleuve Mississippi
- Fort Caroline (Jacksonville, Floride)
- Fort Condé (Mobile, Alabama)
- Fort de Chartres (au sud de Saint-Louis, Missouri)
- Fort Louis de la Louisiane (Axis, Alabama)
- Fort Saint-Louis (Matagorda, Texas)
- La Nouvelle-Orléans

Pays d'en Haut
- Fort Carillon (Ticonderoga, New York)
- Fort Duquesne (Pittsburgh, Pennsylvanie)
- Fort Frontenac (Kingston, Ontario)
- Fort Caministigoyan (Thunder Bay, Ontario)
- Fort La Baye (La Baye)
- Fort Michillimakinac (Sault-Sainte-Marie, Ontario)
- Fort Niagara (Youngstown, New York)
- Fort Pontchartrain du Détroit (Détroit, Michigan)
- Fort Rouillé (Toronto, Ontario)
- Fort Saint-Charles (Angle nord-ouest du Minnesota)
- Fort Saint-Frédéric (Comté d'Essex, New York)
- Fort Saint-Pierre (Rivière à la Pluie)

### Hommages
La rue de la Nouvelle-France a été nommée en hommage, vers 1959, dans la ville de Québec.